# 카밀라 가푸르자노바
카밀라 유수포브나 가푸르자노바(러시아어: Ками́лла Ю́суфовна Гафу́рзянова, 1988년 5월 18일, 카잔 ~) 은 러시아의 플뢰레 펜싱 선수이다. 2012년 하계 올림픽에서 그녀는 여자 플뢰레 개인전과 단체전에 출전하였다. 그녀는 개인전 16강에서 이 토너먼트의 은메달을 차지한 이탈리아의 아리안나 에리고에게 7-15로 패해 탈락하였다. 그녀는 2004년에 펜싱에 입문하였다.